# Weiningen
Weiningen är en ort och kommun i distriktet Dietikon i kantonen Zürich, Schweiz. Kommunen har 5 062 invånare (2023).